# Saint-Cyprien (Dordoña)
 Saint-Cyprien  (en occitano Sent Cibra) es una población y comuna francesa, situada en la región de Aquitania, departamento de Dordoña, en el distrito de Sarlat-la-Canéda y cantón de Saint-Cyprien.

## Demografía
| 1617 | 1649 | 1763 | 1708 | 1593 | 1522 |
| Para los censos de 1962 a 1999 la población legal corresponde a la población sin duplicidades (Fuente: INSEE [Consultar]) |      |      |      |      |      |